# Harold MacGrath
Pour les articles homonymes, voir McGrath.
Harold MacGrath, né le 4 septembre 1871 et mort le 30 octobre 1932, est un romancier, journaliste, novelliste et scénariste américain. Il est un des premiers auteurs employés à écrire des scénarios pour l'industrie naissante du cinéma. Dix-huit de ses romans et trois de ses histoires courtes ont été adaptés au cinéma, dans certains cas plus d'une fois. Trois de ses romans ont été aussi adaptés pour le théâtre à Broadway.

## Biographie

Hearts and Masks affiche du film d'après le roman de McGrath.

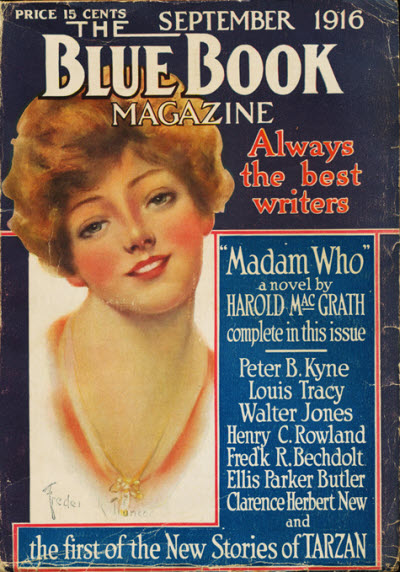
Blue Book de 1916, avec le roman Mme Who de Harold MacGrath.

Il commence sa carrière en écrivant pour le journal local de Syracuse (New York) où il est né. Il a beaucoup voyagé dans sa vie, mais est resté attaché à Syracuse où il a grandi.

## Romans et nouvelles
- Arms and the Woman (1899)
- The Puppet Crown (1901) - adapté au cinéma en 1915
- The Grey Cloak (1903)
- The Man on the Box (1904) - pièce à Broadway en 1915, film en 1914 et 1925
- Hearts and Masks (1905) - court-métrage en 1914, adaptation à Broadway en 1915 Broadway (Three of Hearts)
- The Princess Elopes (1905)
- Enchantment (1905)
- Half a Rogue (1906) - (film en 1916)
- The Best Man (1907)
- The Lure of the Mask (1908) - (film en 1915)
- The Enchanted Hat (1908)
- The Goose Girl (1909) - (film The Goose Girl en 1915)
- A Splendid Hazard (1910) - (film A Splendid Hazard en 1920
- The Carpet from Bagdad (1911) - (film The Carpet from Bagdad en 1915)
- The Place of Honeymoons (1912) - (film The Place of Honeymoons en 1920)
- Deuces Wild (1913)
- Parrot and Company (1913) - (film 'Not Guilty en 1921)
- Pidgin Island (1914) - (film Pidgin Island en 1916)
- The Adventures of Kathlyn (1914) - (seria en 1913 et long métrage en 1916)
- The Million Dollar Mystery (1915) - (film The Million Dollar Mystery & et film en 1927)
- The Voice in the Fog (1915) - (1916 film)
- The Luck of the Irish (1917) - (film Le Tour du monde d'un gamin irlandais en 1920)
- The Girl in His House (1918) - (1918 film)
- The Private Wire to Washington (1919)
- The Yellow Typhoon (1919) - (film en 1920)
- The Drums of Jeopardy (1920) - (pièce à Broadway en 1922, films en 1923 et 1931 The Drums of Jeopardy)
- The Man with Three Names (1920)
- The Pagan Madonna (1921)
- The Ragged Edge (1922) - (film The Ragged Edge en 1923)
- Captain Wardlaw's Kitbags (1923)
- The World Outside (1923)
- The Green Stone (1924)
- The Cellini Plaque (1925)
- The Retreat From Utopia (1926)
- The Sporting Spinster (1926)
- We All Live Through It (1927)
- The Changing Road (1928)
- The Wolves of Chaos (1929)
- The Blue Rajah Murder (1930)
- The Green Complex (1930)
- The Other Passport (1931)

Autres écrits pour le cinéma
- The Vengeance That Failed (1912)
- Madam Who (1918) (histoire)
- The Mollycoddle (1920) (histoire)
- Pleasures of the Rich (1926) (d'après son histoire "The Wrong Coat")
- Womanpower (1926) (d'après son histoire "You Can't Always Tell")
- Bitter Apples (1927) (histoire)
- Danger Street (1928) (d'après son histoire "The Beautiful Bullet")

Histoires courtes
- "A Night's Enchantment" (1904)
- "No Cinderella" (1904)
- "Two Candidates" (1904)
- "The Mollycoddle" (1913)
- "Madame Who" (1916)
- "The Millionaire Burglar" (1917)
- "The Bach Chaconne" (1932)